# Caffè Florian
Il Caffè Florian è un caffè storico della città di Venezia, situato sotto i portici delle Procuratie Nuove in Piazza San Marco. Fa parte dell'associazione Locali storici d'Italia.
È il primo caffè italiano e del mondo ad essere aperto . Venne inaugurato il 29 dicembre 1720 da Floriano Francesconi con il nome di Alla Venezia Trionfante, ma fin da subito i Veneziani dicevano semplicemente “andémo da Floriàn”, dal nome del proprietario in dialetto veneziano. Da allora ha proseguito ininterrottamente fino ai giorni nostri la sua attività quotidiana di caffè, divenendo meta privilegiata di veneziani, italiani e stranieri. Floriano Francesconi ispirò il personaggio di Ridolfo della Bottega del caffè di Carlo Goldoni.
Giacomo Casanova vi corteggiava le dame e Carlo Goldoni vi entrò da ragazzo. Lo frequentarono illustri personaggi, come Antonio Vivaldi, Wolfgang Amadeus Mozart, Gasparo Gozzi, Giuseppe Parini, Silvio Pellico, Lord Byron, Ugo Foscolo, Charles Dickens, Goethe, Ernest Hemingway, Rousseau, Gabriele D'Annunzio.
Durante l'insurrezione del 1848, capitanata da Niccolò Tommaseo e Daniele Manin, il caffè divenne un ospedale per i feriti.
Come altri caffè situati in Piazza San Marco, gli avventori all'aperto sono intrattenuti da un'orchestrina. L'accompagnamento musicale richiede, peraltro, un supplemento sulle consumazioni.
Una particolarità sono le divise del personale del caffè: lo chef de rang ha il farfallino nero, i due demi-chef grigio, i commis bianco. I camerieri portano la giacca bianca al mattino, mentre al pomeriggio lo chef indossa il frac e gli altri dipendenti indossano la giacca nera. Nel caffè si alternano due orchestre.

## Storia e descrizione

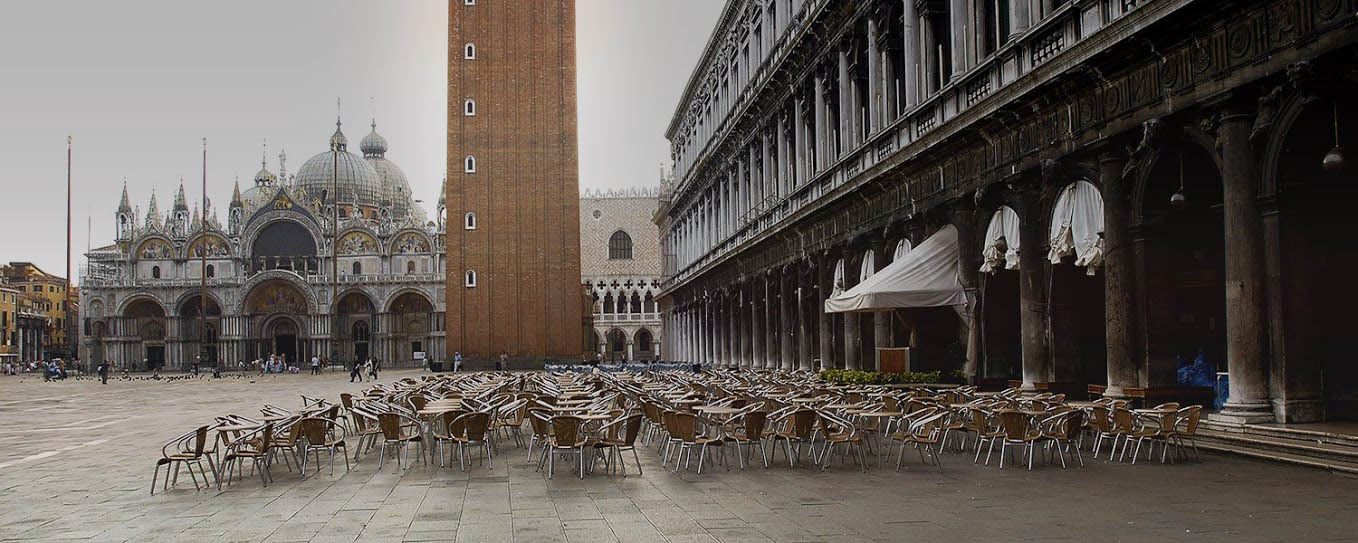
Il plateatico del Caffè Florian in Piazza san Marco

Il Caffè Florian venne inaugurato nel 1720 da Floriano Francesconi sotto le Procuratie Nuove in piazza san Marco a Venezia. Il caffè ebbe un immediato successo presso l'alta società veneziana, tanto che Francesconi, nel 1750, aggiunse alle originarie due stanze (l'odierno Ingresso e Sala Cinese) altre due stanze (le odierne Sala Orientale e Sala del Senato).
Alla morte del fondatore, nel 1773, il caffè passò al nipote Valentino Francesconi, che verrà soprannominato dai veneziani il “famosissimo sior Valentin”. Sotto la direzione di Valentino il Florian dovette vivere la fine della Repubblica Veneziana e l'occupazione di Venezia da parte dei francesi e degli austriaci. Per questo Francesconi nel 1797 cambiò il nome del caffè da "Alla Venezia Trionfante" a Caffè Florian, con il quale esso era, peraltro, già universalmente noto.
Il caffè era sede sia dell'inquisizione di Stato con la figura di Angelo Tamiazzo, sia della Gazzetta Urbana Veneta di Gasparo Gozzi che è il primo giornale al mondo di cronaca cittadina.
Alla morte di Valentino Francesconi nel 1814 il caffè passò alla moglie Chiaretta e poi al figlio Antonio. Sotto la direzione di Antonio Francesconi il caffè divenne luogo di incontro dei patrioti italiani come Niccolò Tommaseo, Daniele Manin, Pietro Buratti e Silvio Pellico, che si riunivano nella Sala del Senato. I fermenti patriottici di questi frequentatori portarono alla rivoluzione veneziana del 1848 che vedrà, per un breve periodo, Venezia di nuovo indipendente dall'Austria. Durante la rivoluzione il Florian raccolse i patrioti feriti durante gli scontri, diventando così un ospedale temporaneo.
Nel 1858 la proprietà del Florian passò da Antonio Francesconi ai proprietari di uno dei caffè più in voga del tempo, il Caffè degli Specchi. I nuovi proprietari, Vincenzo Porta, Giovanni Pardelli e Pietro Boccanello, affidarono a Ludovico Cadorin il compito di dirigere i lavori di restauro del Caffè. Gli arredi del Florian non erano stati mai veramente rinnovati dall'ampliamento nel XVIII secolo ed erano in misere condizioni. Cadorin crea, quindi, un progetto di restauro complessivo e radicale degli spazi del caffè. Tra gli artigiani che collaborano ci sono Battistuzzi per le pitture decorative, Dal Tedesco per i rivestimenti lapidei, Monticelli per i tavolini in marmo, Penato per le dorature, Jacer per gli intagli in legno, Bassani per gli specchi e Beaufre e Faido per i putti reggi-lume a gas.
Per la Sala Cinese, Cadorin sceglie uno stile definito in seguito pompadour da Tommaso Locatelli. Le pitture e i motivi ornamentali sono di Antonio Pascuti, cui si deve la figura del cinese ricordata anche da Henri de Régnier.
La Sala Orientale (sempre in stile pompadour) è decorata da Giacomo Casa (1827–1887) con pitture esotiche di donne amabilmente svestite ma sottilmente velate.
La Sala del Senato ha invece un più ambizioso progetto pittorico per opera dello stesso Giacomo Casa. Il ciclo di quadri raffigura Il Secolo Illuminato, o il progresso, La Civiltà che ammaestra le Nazioni o La Venezia Trionfante e undici pannelli raffiguranti le Arti e le Scienze. Ne Il progresso Casa inserisce anche dei simboli massonici, allusione ai rapporti che Venezia intratteneva con alcune società segrete e con l'illuminismo.
Nel 1872 e 1891 il Florian subisce dei nuovi interventi di restauro, che vedranno il caffè ampliarsi con altre due grandi sale (la Sala delle Stagioni e la Sala degli Uomini Illustri) che si aggiungono ai lati delle quattro preesistenti. Le nuove sale vedono l'intervento di Giuseppe Ponga (1856–1925) per le grottesche e di A. Piazza per le decorazioni in stucco.
La Sala degli Uomini Illustri deve il suo nome al ciclo pittorico di Giulio Carlini, che esegue dieci ritratti di importanti personaggi veneziani di tutti i tempi. Sono ritratti Pietro II Orseolo, Enrico Dandolo, Marco Polo, Vettor Pisani, Tiziano Vecellio, Andrea Palladio, Paolo Sarpi, Francesco Morosini, Carlo Goldoni e Benedetto Marcello.

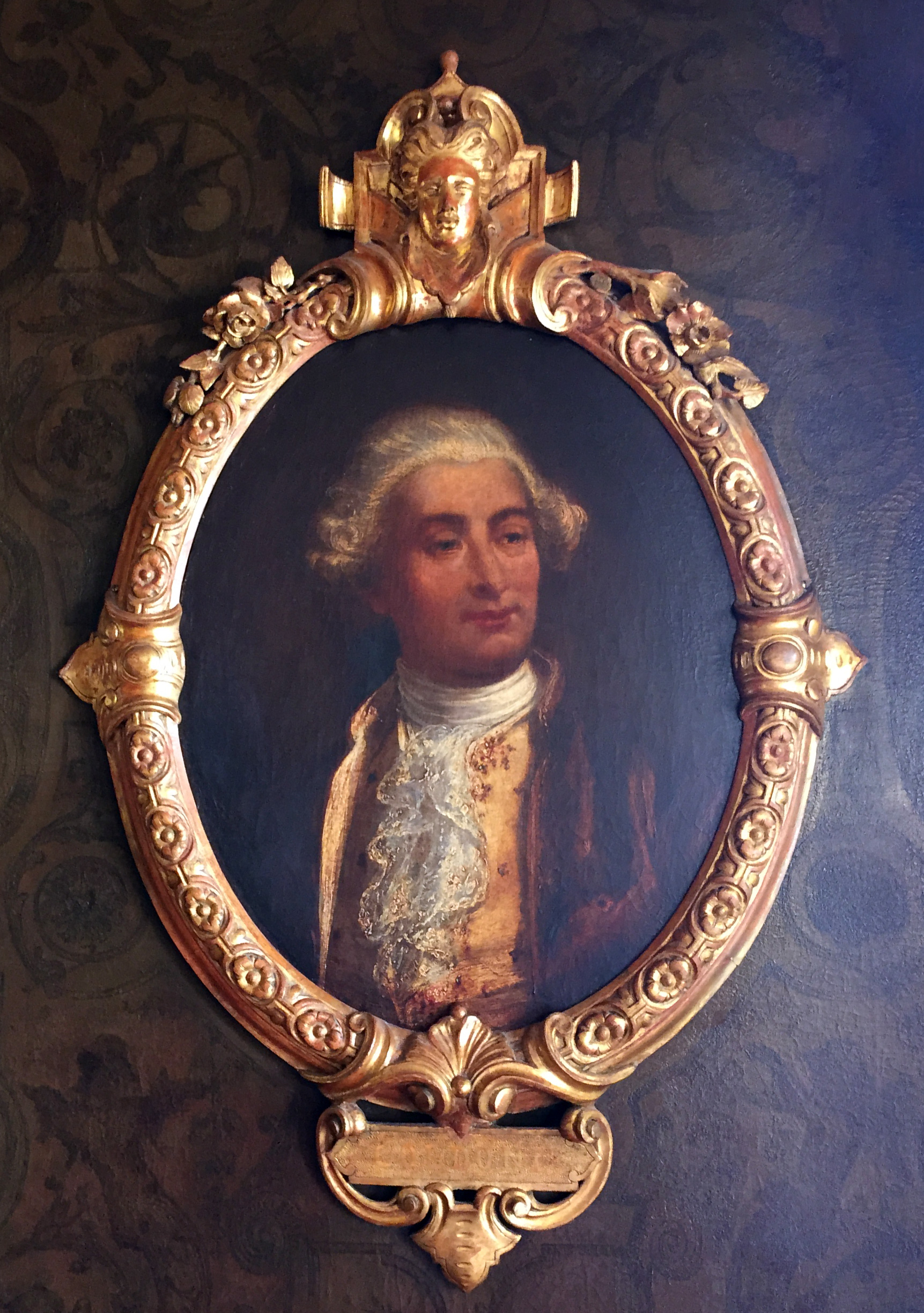
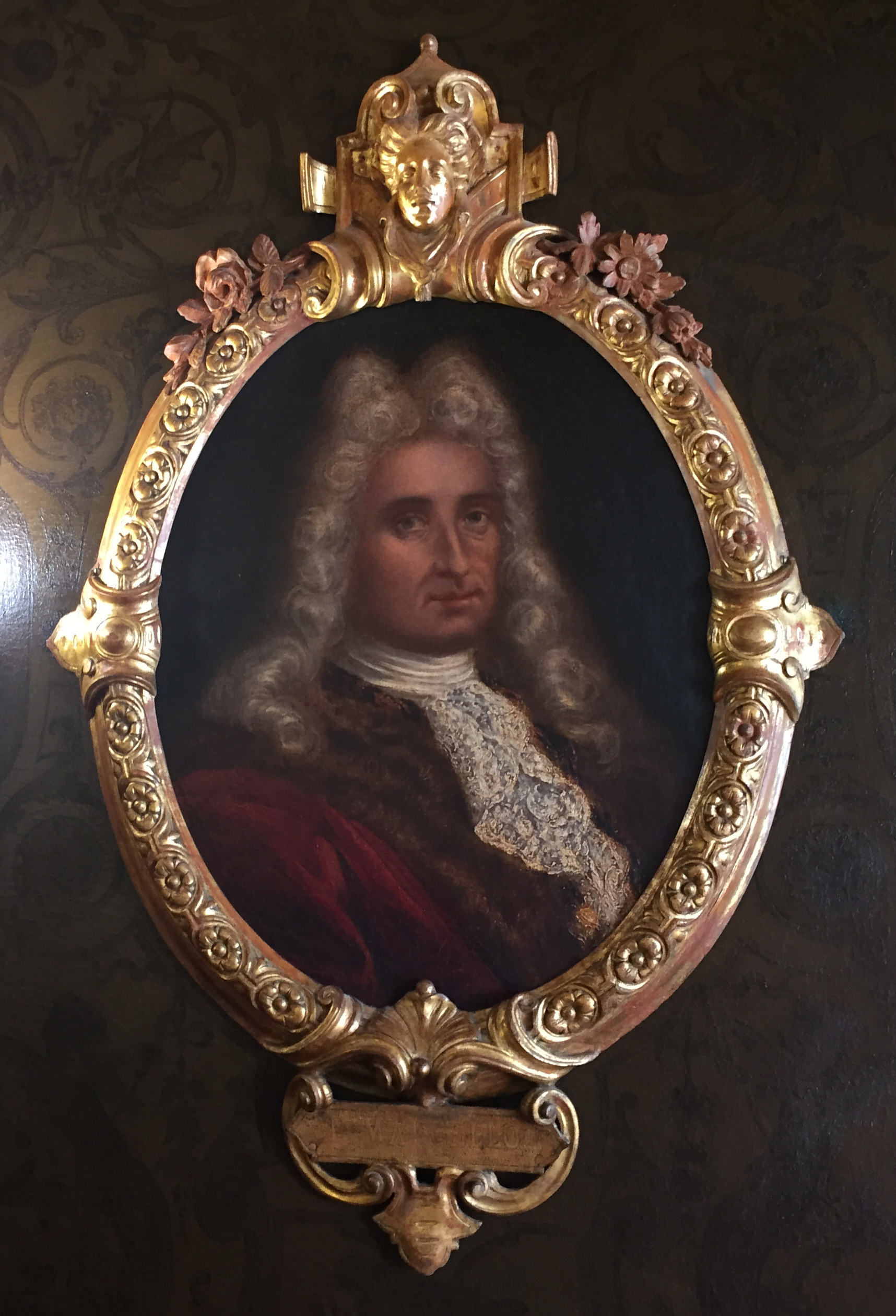
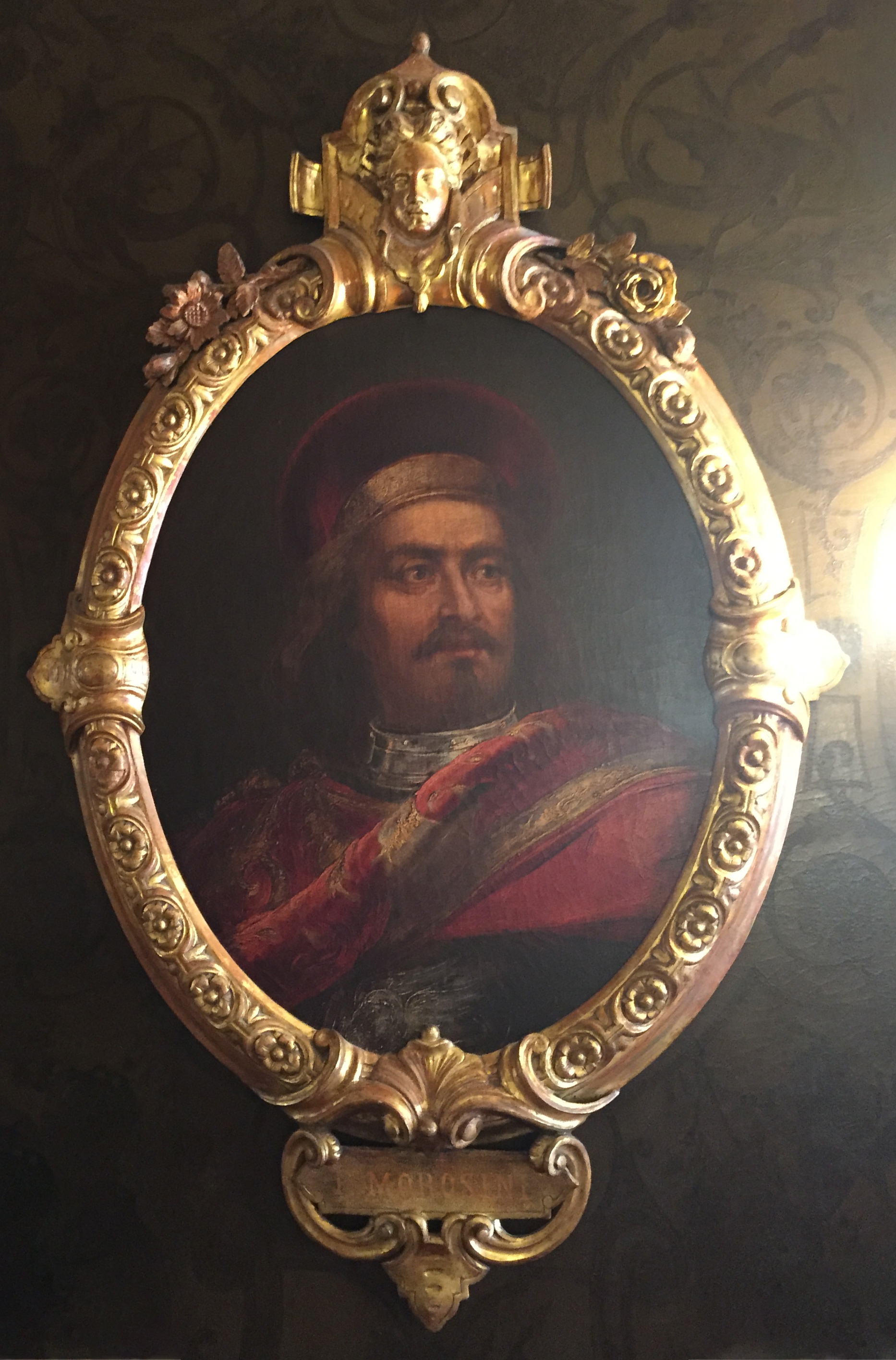
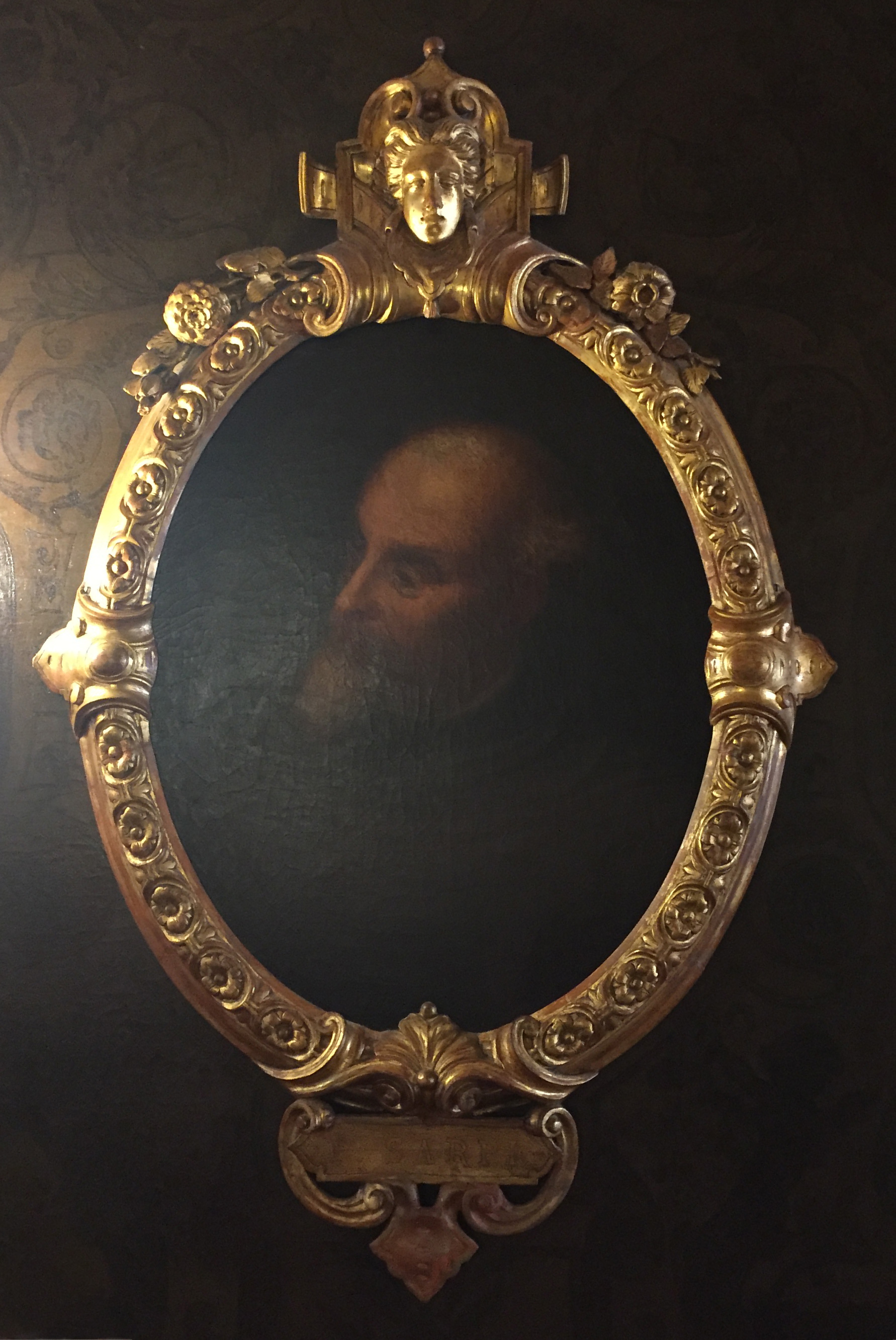
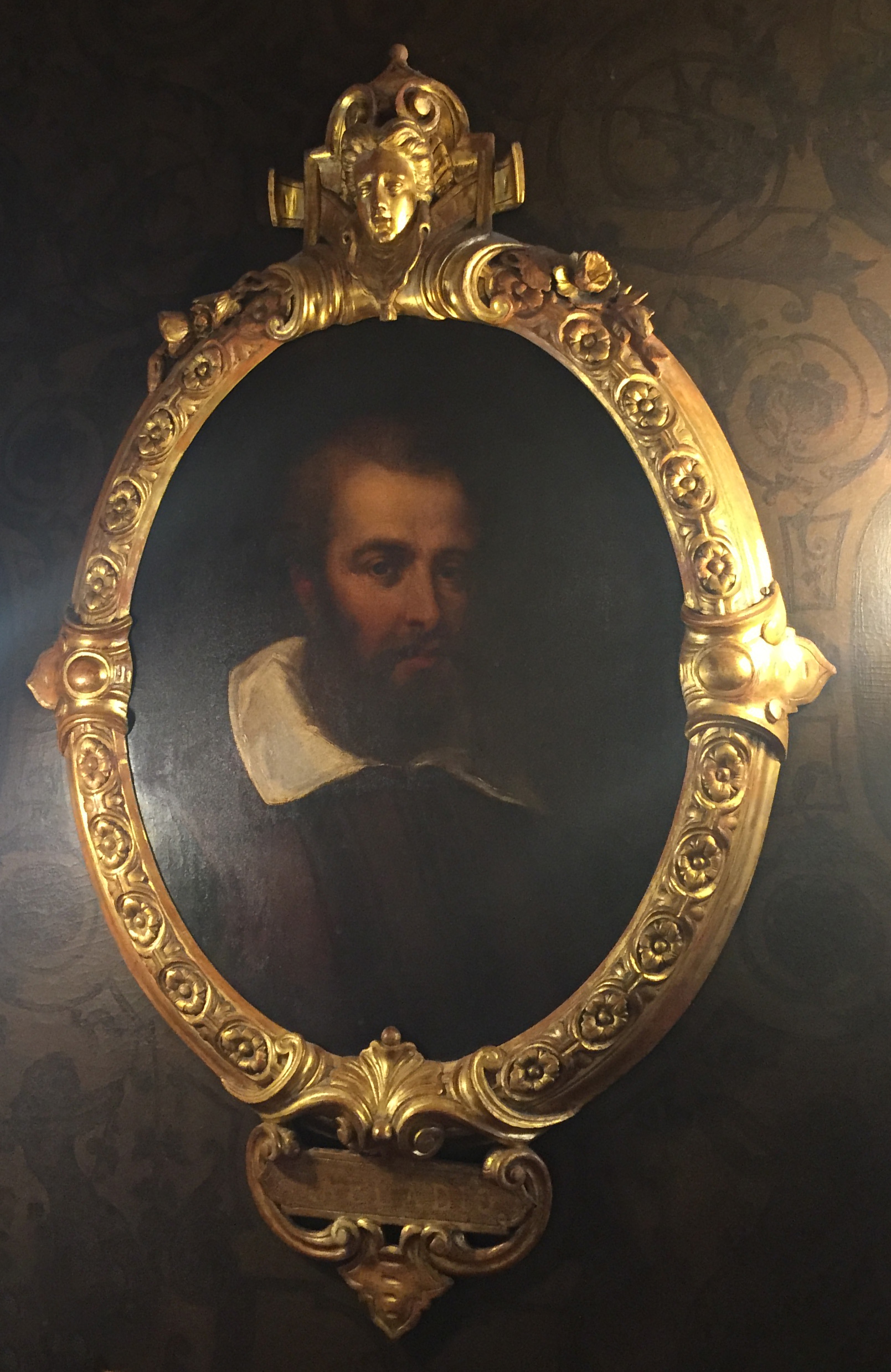
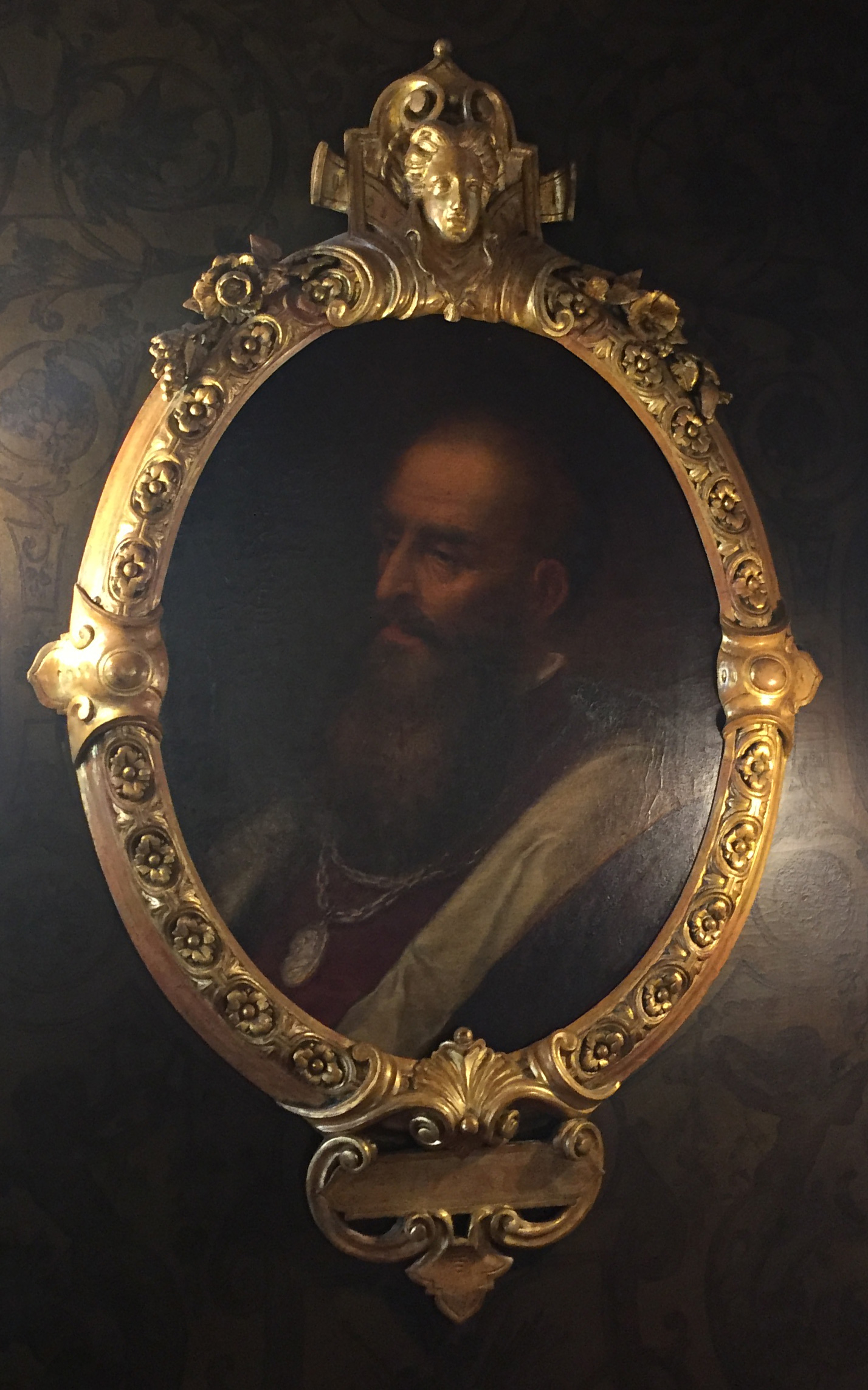
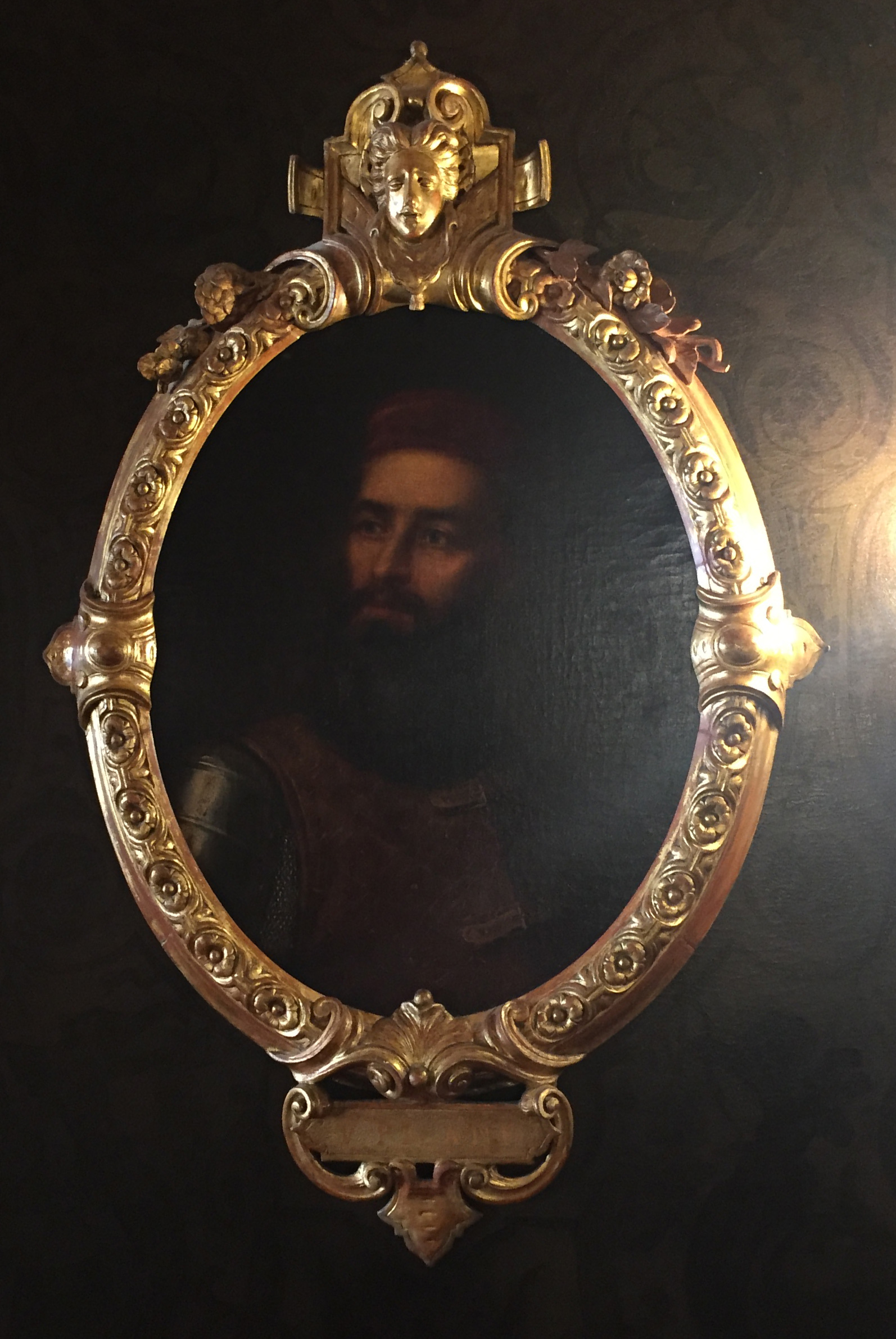
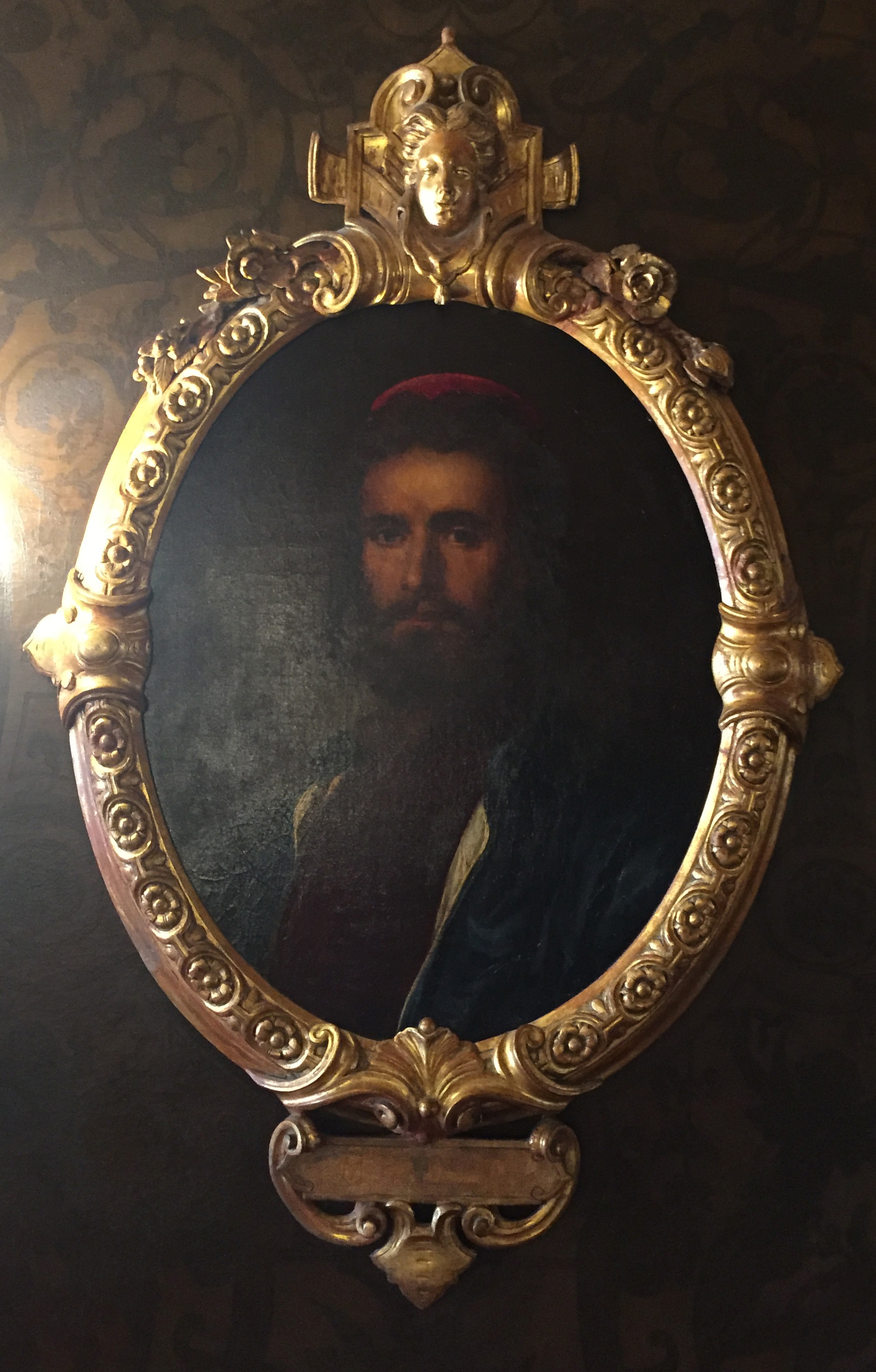
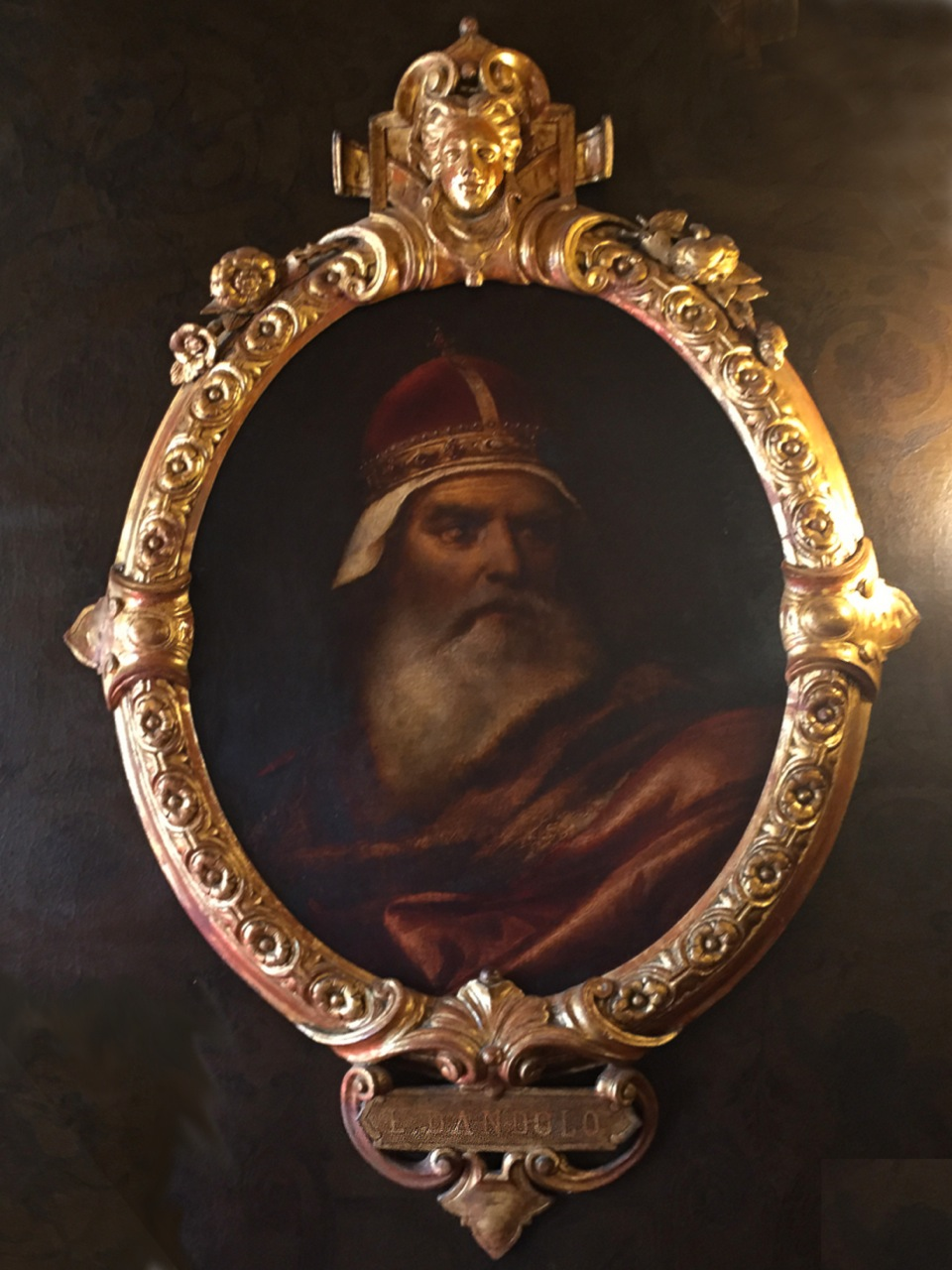
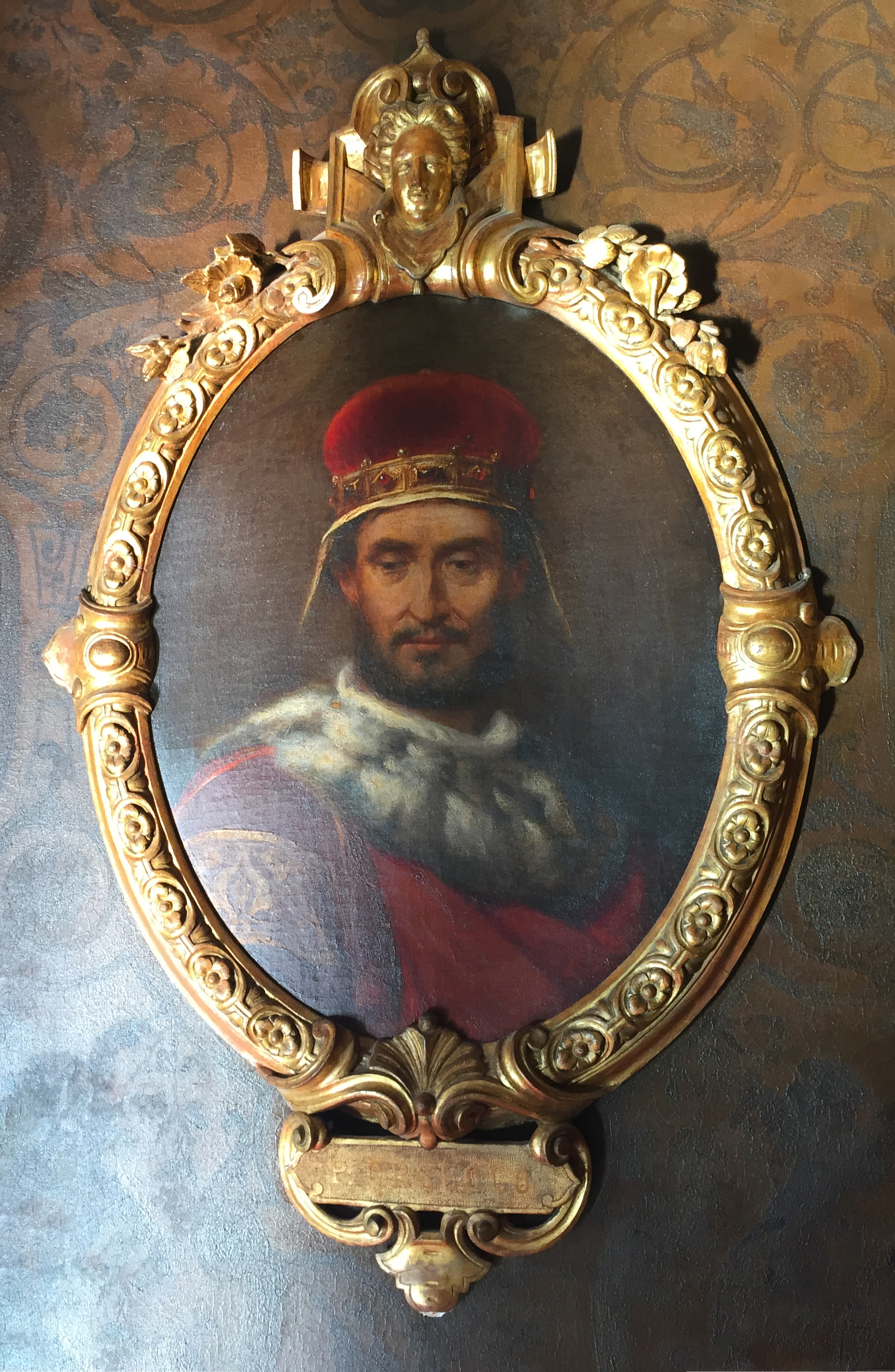

La Sala delle Stagioni (o degli Specchi) è decorata con quattro grandi dipinti di Cesare Rota, raffiguranti le personificazioni delle quattro stagioni. Il soffitto della sala ha una grande decorazione a stucco, opera di Giuseppe Ponga (1856-1925).
Nel 1920 al Florian viene festeggiato il bicentenario della fondazione e in questa occasione la proprietà decide di allestire per il pubblico un'ulteriore sala, la Sala Liberty, decorata in stile Art Nouveau. In questo periodo una nota frequentatrice era la Marchesa Luisa Casati che una volta affittò il Florian per un'intera notte, con l'obbligo di servire soltanto champagne ai 300 invitati. Un'altra sera invece indossando soltanto una pelliccia, senza niente sotto, entrò al Florian si tolse la pelliccia rimanendo in piedi completamente nuda.
Nel 1988, da un'idea di Daniela Gaddo Vedaldi, Stefano Stipitivich e Roberto Nardi per ricordare che proprio al Florian nacque la Biennale, si realizza il progetto di aprire il Caffè all'arte contemporanea. Agli artisti invitati si chiede di reinterpretare in chiave moderna le sale del caffè attraverso una installazione. Tra gli artisti si ricordano Bruno Ceccobelli, Mimmo Rotella, Fabrizio Plessi, Gaetano Pesce, Luca Buvoli, Arcangelo, Irene Andessner, Joselita Giuffrida, Fausto Gilberti, Botto&Bruno, Marco Tirelli, Pietro Ruffo, Omar Galliani, Aron Demetz, Paolo William Tamburella, Matteo Pugliese e Qiu Zhijie. Il Florian nel corso degli anni ha aperto poi le sue sale ad artisti del vetro contemporaneo (Toots Zynsky, Richard Marquis, Yoichi Oira, ecc.), alla fotografia (Gianni Berengo Gardin) e al design (Alessandro Mendini).

## Galleria d'immagini

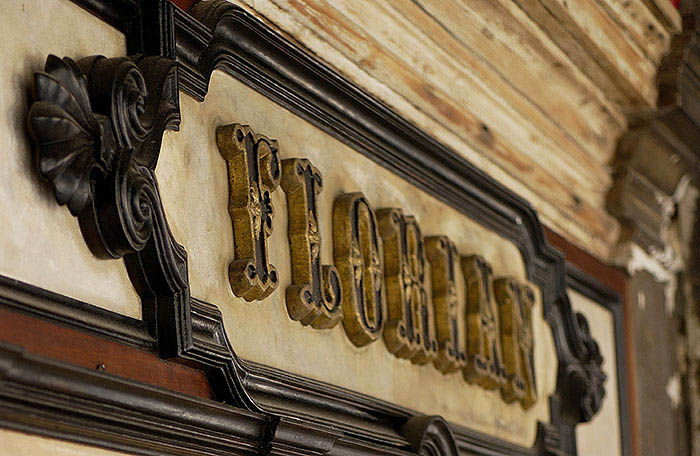
Insegna Caffè Florian
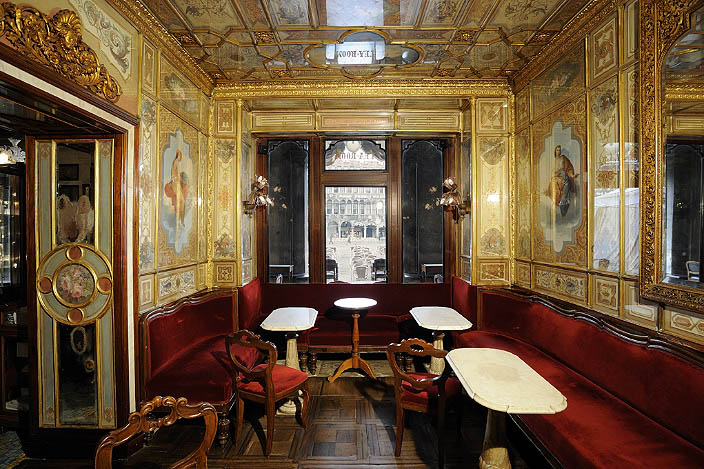
Sala del Senato
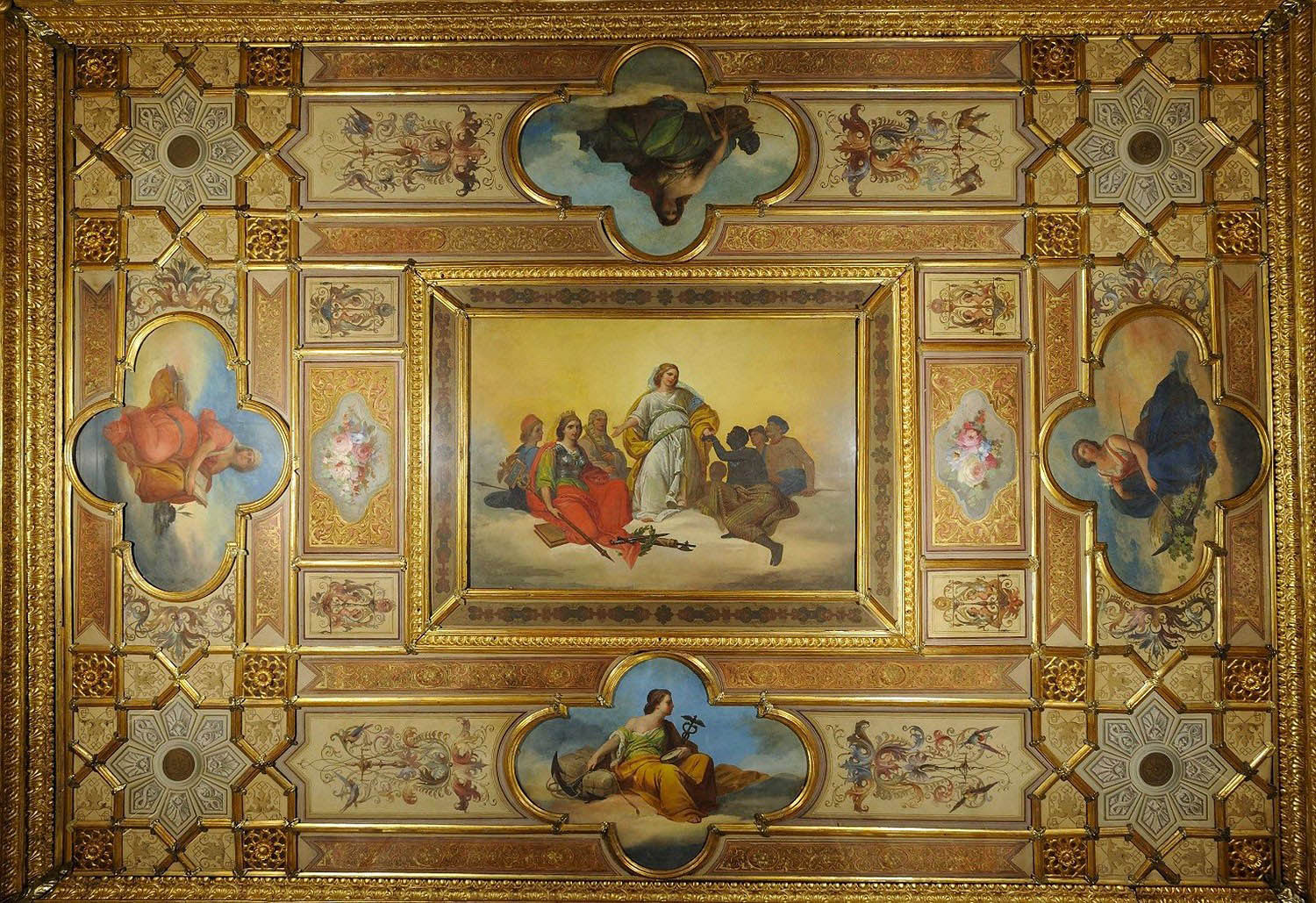
La Civiltà che ammaestra le Nazioni o La Venezia Trionfante di Giacomo Casa, Soffitto della Sala del Senato
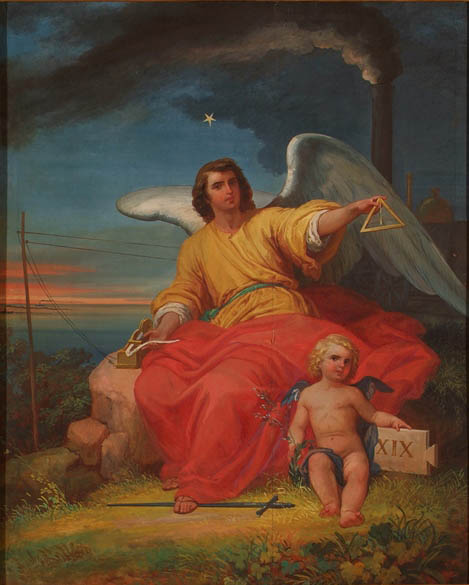
Il Progresso di Giacomo Casa, nella Sala del Senato
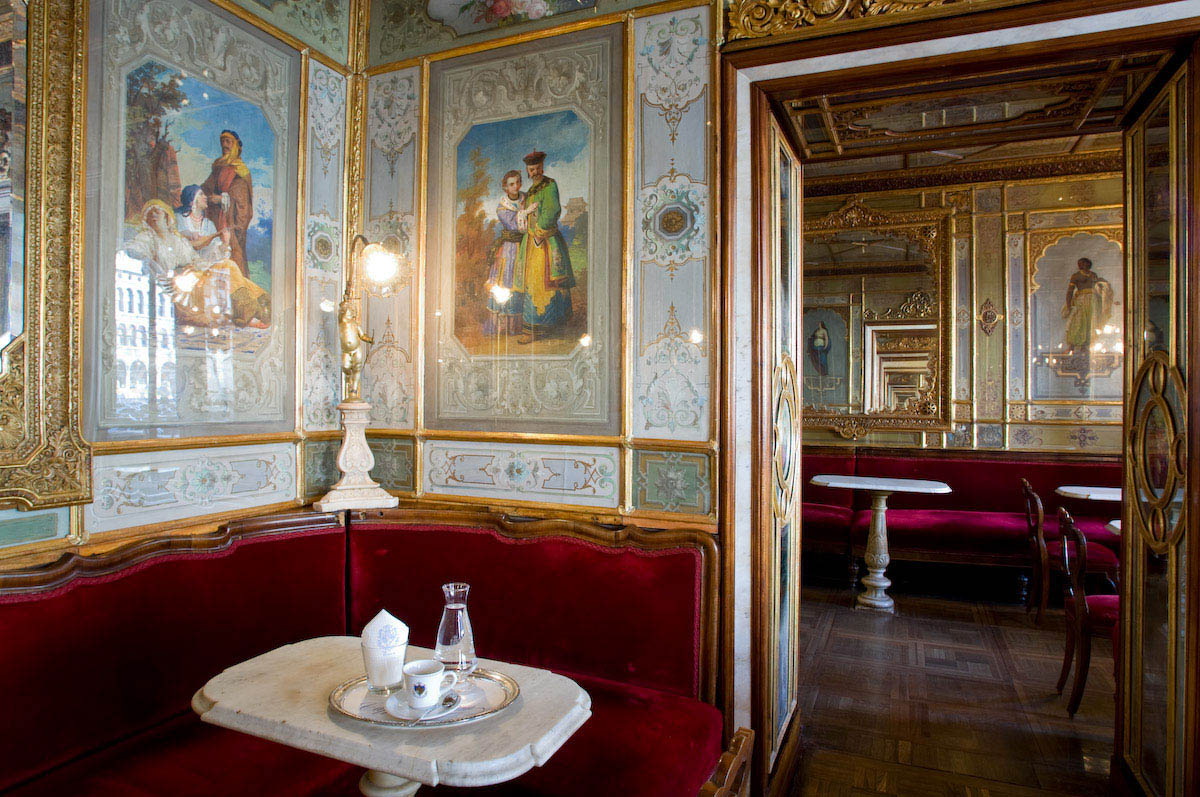
Sala Cinese
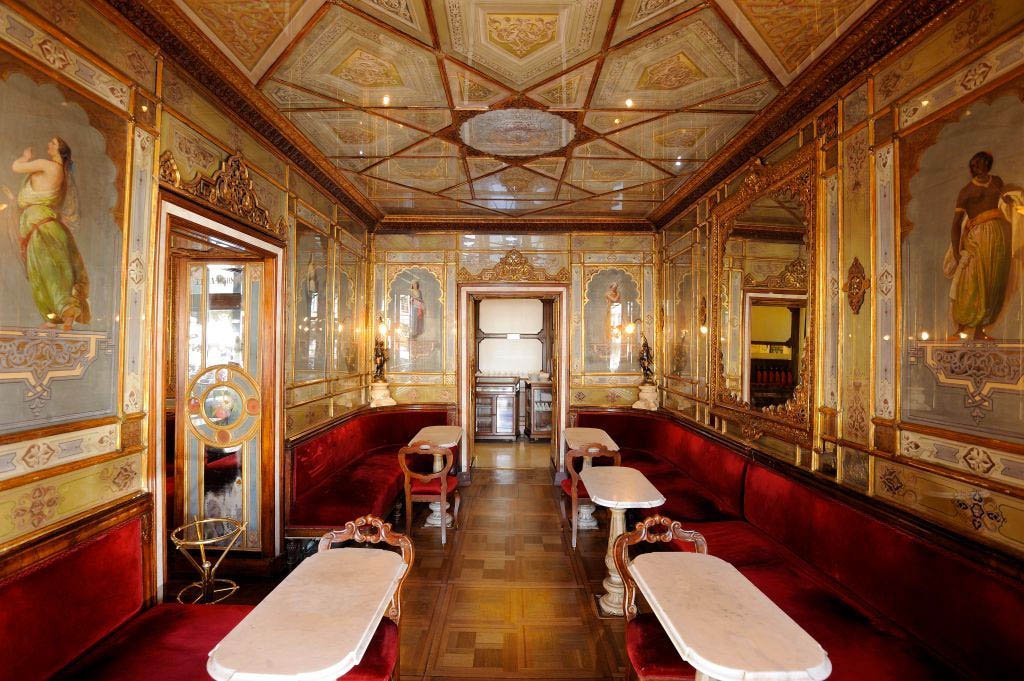
Sala Orientale
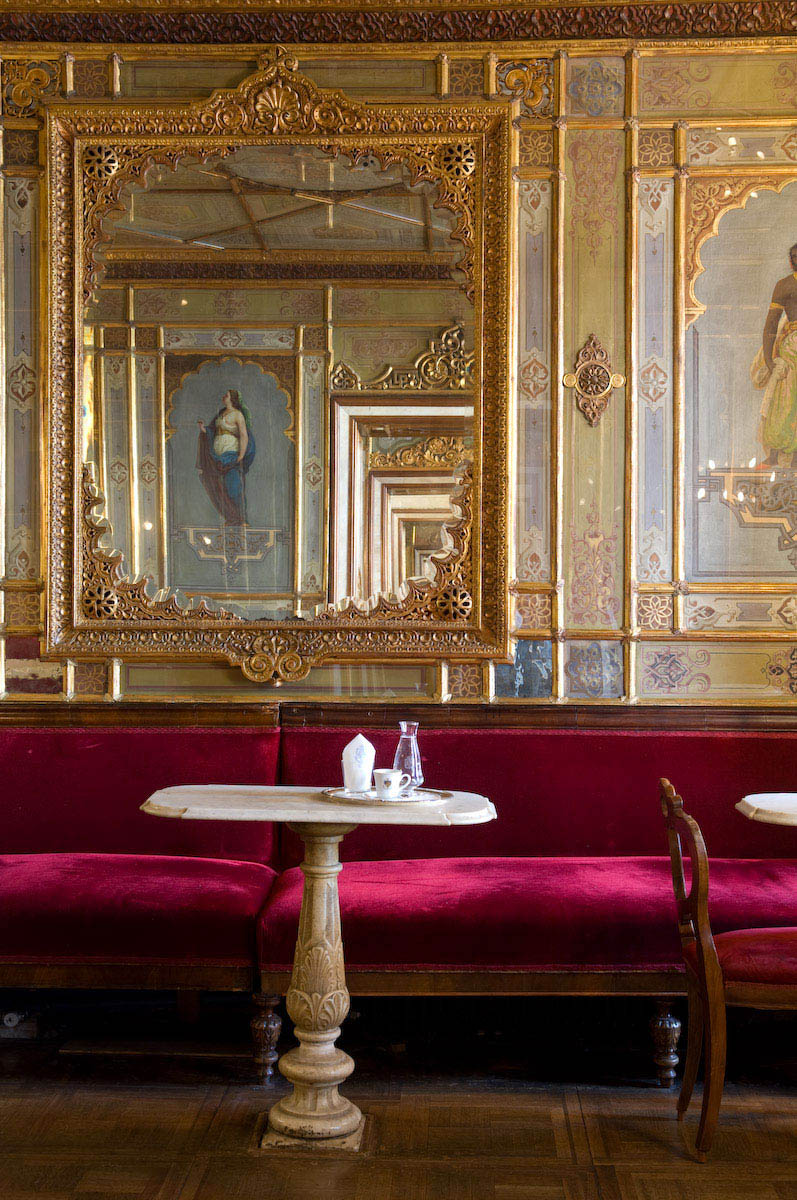
Sala Orientale
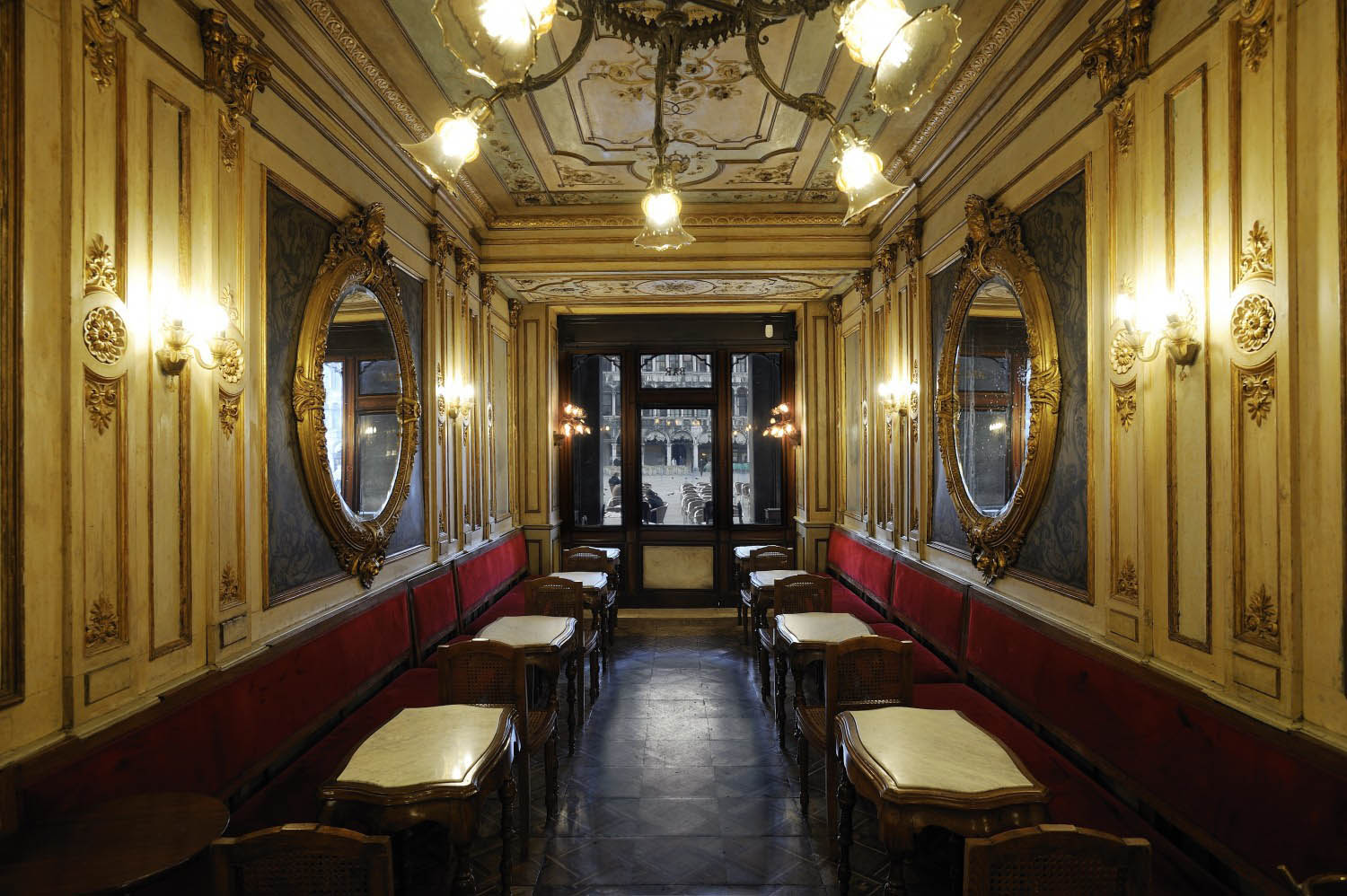
Sala delle Stagioni
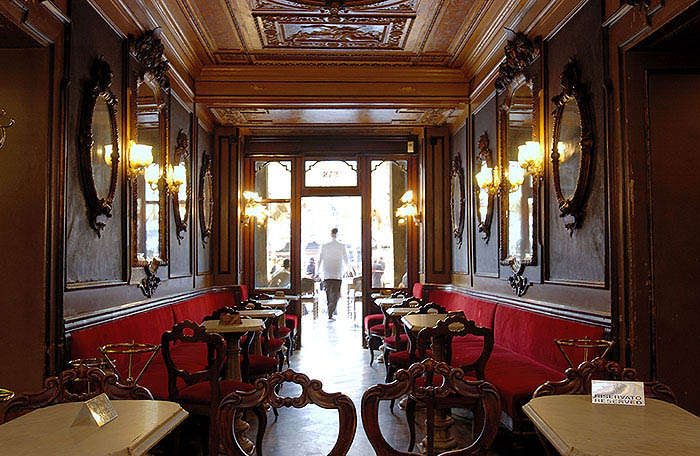
Sala degli Uomini Illustri
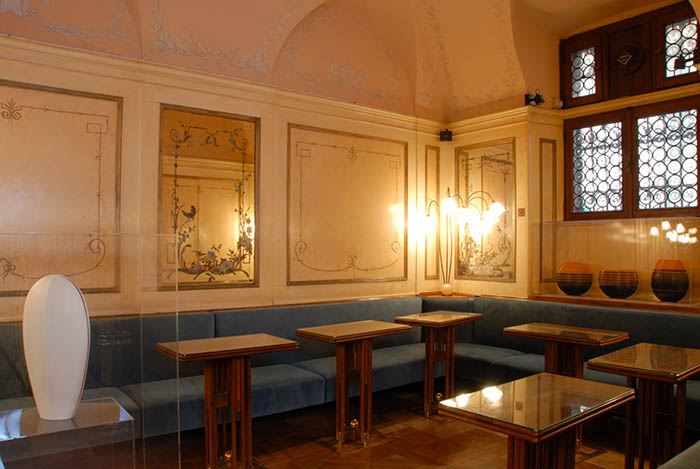
Sala Liberty